# Kotschya uniflora
Kotschya uniflora es una especie de planta floral del género Kotschya, tribu Dalbergieae, familia Fabaceae.

## Distribución
Se distribuye por Guinea.

## Taxonomía
Fue descrita por (A. Chev.) Hepper y publicada en Kew Bulletin 11: 126 (1956).